# Faustyzm
Faustyzm – określenie pochodzi od postaci Fausta – bohatera wielu utworów literackich. Pierwowzór Fausta odnajdziemy w europejskim folklorze. Najbardziej znana konkretyzacja tej postaci to natomiast bohater dramatu Faust bohater Goethego. Faustyzm oznacza dążenie człowieka do poznania tajemnicy i sensu świata, życia, dobra i zła; nieśmiertelności i zapanowania nad czasem, choćby za cenę pertraktowania z diabłem. Miarą świata są ludzkie pragnienia. Faustyzm jest nurtem, w którym panuje przekonanie o bezsensowności ludzkiego poznania. Mimo szeregu przeczytanych ksiąg oraz posiadanej wiedzy, człowiek jest tylko człowiekiem, nie można więc poświęcać całego życia jedynie na jego czysto teoretyczne zrozumienie, bo inaczej to prawdziwe życie może przepłynąć między palcami, niepostrzeżenie. Określenie faustyzm jest także używane w terminologii Oswalda Spenglera gdzie wyznacza nowoczesną cywilizacje zachodnią. 